# アカエゾゼミ
アカエゾゼミ（赤蝦夷蝉、Auritibicen flammatus）は、カメムシ目（半翅目）・セミ科に分類されるセミの一種。エゾゼミ属の学名は以前までLyristesであったが、現在はAuritibicenに移行されている。

## 分布
北海道（奥尻島を含む）、本州、四国、九州、佐渡島に分布する。韓国と中国にも分布するとされるが詳しくは不明。

## 形態
全長59-67mm、体長39-44mm、前翅開張116-135mm。
エゾゼミに似るが、斑紋や腹面、翅脈などが全体的に橙色となる。

## 生態
7月中旬から9月中旬にかけて現れ、ブナなどの広葉樹にとまって「ビーン」と鳴く。交尾はV字型で行われる。エゾゼミと比べて、生息地は局所的で出現期も年によって大きな変動がある。